# Pak Nam-chol (ur. 1985)
Pak Nam-chol (ur. 2 lipca 1985 w Pjongjang) – północnokoreański piłkarz występujący na pozycji pomocnika w klubie April 25.

## Kariera
Pak Nam-chol jest wychowankiem April 25, w którym nadal występuje. W 2004 roku zadebiutował w reprezentacji Korei Północnej. Został powołany do kadry na Mistrzostwa świata 2010.